# Acide carbonique
Ne doit pas être confondu avec Acide carbolique.
L’acide carbonique est un composé chimique de formule H2CO3. Il s'agit d'un acide faible dont les bases conjuguées sont les anions HCO3− (bicarbonate) et CO32− (carbonate).

## Acidité
En solution aqueuse, l'acide carbonique est un diacide, c'est-à-dire qu'il peut se dissocier deux fois en libérant chaque fois un proton :
H2CO3 (aq) + H2O(l) {\displaystyle \rightleftharpoons }  HCO3−(aq) + H3O+(aq)     pKa1 = 3,60.
HCO3− (aq) + H2O(l)  {\displaystyle \rightleftharpoons }  CO32−(aq)  + H3O+(aq)     pKa2 = 10,32.

L'acide carbonique se forme en particulier dans l'eau par solvatation du dioxyde de carbone :
CO2 (aq) + H2O(l)  {\displaystyle \rightleftharpoons }  H2CO3 (aq)      pKh = 2,77.
mais ne prédomine jamais devant ce dernier, en effet, à l'équilibre, à 25 °C, [H2CO3] / [CO2] =Kh ≈ 1,70 × 10−3, . On utilise donc en général la réaction suivante pour caractériser la première acidité du dioxyde de carbone :
CO2 (aq) + 2.H2O(l) {\displaystyle \rightleftharpoons }  HCO3−(aq) + H3O+(aq)     pKa1' = 6,37.
de constante Ka1' =Ka1.Kh avec, à l'équilibre, Ka1'=[H3O+].[HCO3-] / [CO2 (aq)]. Ainsi, la valeur pKa1=6,37 couramment utilisée pour caractériser la première acidité de l'acide carbonique prend en fait en compte la solvatation du dioxyde de carbone.

## Rôle

### Naturels
L'augmentation de la quantité de CO2 dans l'atmosphère entraine une acidification des océans :
CO2 + H2O → H2CO3
L'acide carbonique est formé par hydratation du CO2 dissout dans les océans.
Chez l'Homme, il est produit dans le sang grâce au CO2 issu du cycle de Krebs. Ce CO2 peut produire de l'acide carbonique décrit pour tamponer le sang, ou être directement éliminé par les poumons au cours de l'hématose.

### Industrie alimentaire
L'acide carbonique est présent dans les boissons gazeuses. Dans l’eau, le CO2 forme l’acide carbonique, qui picote la langue, renforce le goût et agit comme un bactéricide doux. Il active le passage des aliments de l’estomac vers l’intestin.[réf. nécessaire]
Il a été utilisé pour la conservation de la viande.

## Dérivés
L'acide carbonique compte de nombreux dérivés, exemples :
- acides carbamiques ;
- carbamides ou urées ;
- carbamates ou uréthanes ;
- phosgène.